# Henschel/Kassbohrer/AEG
Henschel/Kassbohrer/AEG – trolejbus, następca modelu Henschel/Schumann/Siemens typ 01.